# Psychanalyse au Brésil
Le Brésil a été le premier pays d'Amérique du Sud où le freudisme s'est implanté, par l'intermédiaire du fondateur de la psychiatrie brésilienne en tant que discipline autonome, Juliano Moreira (en).

## Histoire
Le 24 novembre 1927, Durval Marcondes (avec Francisco Franco da Rocha et Virgínia Leone Bicudo) fonda à São Paulo, la Sociedade Brasileira de Psicanálise et, l'année d'après, la Revista brasileira de psicanálise.
Adelheid Koch, psychanalyste berlinoise exilée pour fuir les persécutions anti-juives des nazis, s'installe avec sa famille au Brésil en 1936, à la demande d'Ernest Jones. Elle analyse Durval Marcondes et d'autres, assure des supervisions et anime des séminaires. Elle fonde en 1944 le Grupo psyichanalítico de Sao Paulo, qui est accepté par l'API sous l'intitulé de Sociedade Brasileira de Psicanálise de São Paulo, d'abord à titre provisoire en 1945, puis définitivement en 1951.

### Figures importantes
Maria Rita Kehl, psychanalyste, poète et journaliste, organise des interventions cliniques avec le Mouvement des travailleurs sans terre.  
Engagé politiquement contre la dictature militaire, le psychiatre et psychanalyste Helio Pellegrino a créé des Cliniques de psychanalyse sociale dans les années 1970.  

## Organisation
Par la suite, la psychanalyse s'est incarnée dans trois associations de psychanalyse différentes, à São Paulo, Rio de Janeiro et Porto Alegre, ainsi qu'une lacanienne tandis que de nombreuses écoles de psychothérapies se référant à la psychanalyse se sont développées dans le pays.